# Fernand Wertz
Fernand Wertz (Dolhain, 29 gennaio 1894 – 28 novembre 1971) è stato un calciatore belga, di ruolo attaccante.

## Carriera

### Giocatore

#### Club
Ha giocato nella prima divisione belga con l'Anversa.

#### Nazionale
Esordì in nazionale il 12 novembre 1913 in un'amichevole vinta per 2-0 contro la Svizzera, nella quale segna anche un gol. Ha vinto una Medaglia d'oro ai Giochi Olimpici di Anversa 1920, nei quali non è tuttavia mai sceso in campo.

### Allenatore
Ha allenato Anversa e Standard Liegi.